# Distretto di Pilibhit
Il distretto di Pilibhit è un distretto dell'Uttar Pradesh, in India, di 1 643 788 abitanti. È situato nella divisione di Bareilly e il suo capoluogo è Pilibhit.